# Sauliac-sur-Célé
Sauliac-sur-Célé è un comune francese di 113 abitanti situato nel dipartimento del Lot nella regione dell'Occitania.

## Società

### Evoluzione demografica
Abitanti censiti